# Перейра де Ласерда, Жозе
Жозе Перейра де Ласерда (порт. José Pereira de Lacerda; 7 июня 1662, Каштелу-ди-Моуру, королевство Португалия — 28 сентября 1738, Фару, королевство Португалия) — португальский кардинал и  доктор обоих прав. Епископ Фару с 8 июня 1716 по 28 сентября 1738. Кардинал-священник с 29 ноября 1719, с титулом церкви Санта-Сузанна с 16 июня 1721.

## Ранние годы
Родился в 1662 году в Каштелу-ди-Моуру, королевство Португалия в знатной семье. Отец — Франсишку Перейра де Ласерда (порт. Francisco Pereira de Lacerda), мать — Антония де Бриту Ногейра (порт. Antónia de Brito Nogueira). В 1683 году поступил в Коимбрский университет, который успешно закончил с докторской степенью utroque iure, по каноническому и гражданскому праву. Во время обучения проявил способности незаурядного оратора.
Рукоположен в священники 20 мая 1690 года. После рукоположения преподавал богословие и каноническое право в альма-матер, университете Коимбры.

## Епископ и кардинал
8 июня 1716 года назначен епископом Фару, 18 ноября того же года получил епископское посвящение.
29 ноября 1719 года Папа Климент XI возвёл Жозе де Ласерду в кардиналы с титулом кардинала-священника церкви Санта-Сузанна.
В 1721 году он отправился в Рим для участия в Конклаве 1721 года, но когда он добрался до Италии, новый Папа Иннокентий XIII уже был избран. Кардинал Ласерда остался в Риме и в 1721—1723 годах занимал пост представителя Португалии при Святом Престоле. Участвовал в Конклаве 1724 года, избравшего Бенедикта XIII. Кардинал Ласерда принимал участие в переговорах, касающихся апостольского нунция Винченцо Бики, для которого король Жуан V требовал кардинальского титула, и который отказывался дать Святой Престол. Конфликт привёл к временному разрыву отношений Португалии и Святого Престола в 1728—1730 годах, из-за которого кардинал Ласерда вынужден был пропустить конклав 1730 года, избравшего Климента XII.
Скончался 28 сентября 1738 года в Фару. Похоронен в соборе Фару (en:Cathedral of Faro).